# Зубарі (Шабалінський район)
Зубарі́ (рос. Зубари) — присілок у складі Шабалінського району Кіровської області, Росія. Входить до складу Ленінського міського поселення.
Населення становить 7 осіб (2010, 30 у 2002).
Національний склад станом на 2002 рік — росіяни 80 %.